# Ellen David
Pour les articles homonymes, voir David.
Ellen David est une actrice canadienne née à Montréal au Québec.

## Biographie
Née à Montréal, Ellen David reçoit le prix ACTRA pour performance féminine exceptionnelle en 2008 pour son rôle de Clara dans Comment survivre à sa mère,

## Filmographie

### Cinéma
- 1993 : De l'amour et des restes humains de Denys Arcand : vendeuse
- 1996 : Joyeux Calvaire de Denys Arcand : pénitente de l'Oratoire
- 1997 : L'Amour... et après (Afterglow) d'Alan Rudolph : Judy
- 1997 : Séduction mortelle d'Alain Zaloum : Lydia
- 2001 : Nuit de noces d'Émile Gaudreault : gardienne de sécurité
- 2002 : Moïse : L'Affaire Roch Thériault d'Mario Azzopardi : Lana
- 2003 : Mambo Italiano d'Émile Gaudreault : Alicia, ligne d'assistance gay
- 2004 : Pacte avec le Diable (Dorian) d'Allan A. Goldstein : Diana Baker
- 2005 : L'Audition de Luc Picard : Joan, l'intermédiaire qui donne des contrats à Louis
- 2007 : Comment survivre à sa mère (Surviving My Mother) d'Émile Gaudreault : Clara
- 2015 : Guibord s'en va-t-en guerre de Philippe Falardeau : Allison
- 2016 : Oppression (Shut In) de Farren Blackburn : Joan
- 2016 : Iqaluit de Benoît Pilon : infirmière en chef
- 2019 : Avant qu'on explose de Rémi St-Michel : la mariée américaine
- 2024 : Mlle Bottine d'Yan Lanouette Turgeon : Jennifer

### Télévision

#### Téléfilms
- 2002 : Sur la piste du danger :  Connie
- 2004 : Mon enfant à tout prix (Bébé à vendre) de Peter Svatek : Kathy Williamson
- 2010 : Majeurs et mariés : Judith Bellow
- 2018 : Noël au Majestic (A Majestic Christmas) de Pat Kiely : Ella
- 2020 : Noël avec le prince de mes rêves (Christmas Ever After) de Pat Kiely : Kim Simmons

#### Séries
- 1994 - 1995 : Sirènes (saison 2) : Amy Shapiro
- 1997 - 1999 : Bouscotte : Judith Cohen
- 2004 : Ciao Bella : Sofia Battista
- 2006 - 2007 : The Business : Shelley Baker, secrétaire de Vic's Flicks
- 2007 : Alerte tsunamis (en) (Killer Wave) de Bruce McDonald  (mini-série, épisodes 1 et 2) : Annabelle
- 2009 : Phantom, le masque de l'ombre : Pam Moore
- 2011 : Being Human (4 épisodes) : Ilanna Myers
- 2017 : Unité 9 (saison 6, épisodes 3 et 4) : la juge Suzan McDonald
- 2022 - 2023 : Transplanté (Transplant)  (6 épisodes) : Evelyn Roche
- 2022 - : Le Temps des framboises : Rachel Conley

## Doublage
- 1999 : Mona le vampire, dessin animé
- 2004 : Pinocchio le robot : House